# Jorge Pacheco Areco
Jorge Pacheco Areco (né le 9 avril 1920 à Montevideo, mort le 29 juillet 1998 à Montevideo), est un homme d'État uruguayen, président de l'Uruguay entre le 6 décembre 1967 et le 1er mars 1972. Membre du Parti colorado, il appliqua une politique autoritaire dans un contexte de crise économique et sociale grave, réitérant chaque année des mesures d'exception (medidas prontas de seguridad (es)) et ordonnant l'intervention militaire dans les syndicats.

## Origines familiales et études
Jorge Pacheco Areco vient d'une famille de politiciens. Son père, Manuel Pacheco, médecin et parlementaire, est issu de la famille Batlle Pacheco, et descendant ainsi du fondateur de l'Uruguay moderne, José Batlle y Ordóñez. Les Batlle Pacheco contrôlent la liste 14 du Parti colorado, conservatrice et opposée au néo-batllisme de Luis Batlle Berres (président de 1947 à 1951). Par ailleurs, son grand-père maternel, Ricardo Areco (es), est un juriste et parlementaire reconnu.
Jorge Pacheco entame des études de droit sans les achever. Il est professeur de lettres et d'espagnol, ainsi que journaliste à El Día (es), organe de presse de la liste 14. À la mort de son oncle, Rafael Batlle Pacheco (es), il prend la direction de ce quotidien, entre 1961 et 1965. 
Il se marie plusieurs fois, ayant de son premier mariage un fils, Ricardo, qui siège aujourd'hui[Quand ?] à la Cour des comptes, et deux enfants de son second mariage, l'un d'eux, Jorge Pacheco Klein (es), ayant été un parlementaire colorado. Il se marie deux autres fois.

## Débuts de l'activité politique
Pacheco milite d'abord dans les rangs du vierisme (es), une tendance batlliste (es) conservatrice nommée d'après le président Feliciano Viera (1915-1919). Il prononce son premier discours politique à la radio en 1946, et commence à se faire connaître avec son ami Raumar Jude (es), membre du Parti colorado, qui, sur les conseils de son père, s'est rapproché de la famille Batlle Pacheco afin d'obtenir un poste dans la rédaction d'El Día .
Pacheco est ainsi élu député aux élections de 1958, pour le Parti colorado du Parti colorado, menée par le sénateur Carlos Mattos. Il est réélu en 1962, un an après la mort de son oncle, ce qui fait de lui le rédacteur en chef du quotidien El Día. Mais il doit démissionner, en raison de désaccords avec un autre oncle, César Batlle Pacheco (es), qui est opposé à la réforme constitutionnelle de 1967 mettant fin au Conseil national du gouvernement, la direction collégiale de l'exécutif uruguayen, réforme que Jorge Pacheco soutenait au contraire.

## Présidence
Il est élu vice-président en 1966, en tant que colistier du général Óscar Diego Gestido, appuyé par le courant de l'Unión Colorada y Batllista (es). À la mort du président Gestido en décembre 1967, il assume donc la présidence de l'Uruguay jusqu'à la conclusion du mandat, en mars 1972. Dès le 12 décembre 1967 , il décrète la dissolution du Parti socialiste et d'autres organisations de gauche (MRO, MAPU, MIR et FAU) .
Il fait entrer les représentants de la plus haute oligarchie dans le gouvernement et aux postes clefs de l'administration , avec Jorge Peirano Facio (es), président de la Banque marchande, comme ministre de l'Industrie et du Commerce ; César Charlone, de la Sociedad de Bancos, à l'Intérieur (Hacienda) ; Alejandro Végh Villegas (es), de la banque La Caja Obrera, à la direction de l'OPP (Oficina de Planeamiento y Presupuesto (es)) ; Carlos Frick Davies, associé aux Santayana dans plusieurs sociétés anonymes, et venant de la Banque commerciale, à l'Agriculture ; et Joaquín Secco García, de la Banco de Cobranzas, au sous-secrétariat des Relations étrangères.

### Les mesures d'exception et la répression du mouvement social
Cependant, ce n'est qu'à partir du 13 juin 1968, jour où Pacheco décrète des mesures d'exception (les medidas prontas de seguridad (es)) afin de réprimer le mouvement social que le « pachéquisme », ou l'autoritarisme de Pacheco, se révèle ouvertement. Utilisées ponctuellement auparavant, quoique avec une fréquence plus grande avec le second gouvernement blanco (trois fois en 1965), puis avec Gestido en 1967, ces mesures, qui permettent la censure et la détention sans inculpation, se transforment avec le « pachecato » (terme dérogatoire utilisé par l'opposition), selon le politologue Óscar Bottinelli, en un « état d'exception » durable. Tous les journaux de Federico Fasano Mertens (es) furent ainsi fermés, suscitant un tract de rue ironique qui citait l'ensemble de ces journaux.
Avec l'aggravation de la crise économique (inflation annuelle de plus de 160 % ), l'influence de la révolution cubaine (1959), la création d'une confédération syndicale forte, en 1966 (la CNT), et les mobilisations étudiantes, prenant parfois la forme de manifestations violentes, le mouvement social était alors en ébullition, en particulier après mai 68, qui « eût des effets quasi instantanés sur la société uruguayenne » .
Le 24 juin 1968, Pacheco décrète la « militarisation » des employés de banque de l'État, internant 51 dirigeants dans les casernes, mesures qu'il appliqua par la suite à d'autres secteurs. Toutes ces mesures d'exception sont applaudies par les secteurs patronaux. L'enterrement de l'étudiant Liber Arce (es), décédé peu après avoir été abattu par la police lors d'une manifestation, réunit le 15 août 1968 deux cent mille personnes. Le premier secrétaire du PCU et l'archevêque de Montevideo sont présents à son enterrement. Deux autres étudiants, Hugo de Los Santos et Susana Pintos, furent tués par la police le 20 septembre 1968, tandis que des centaines d'ouvriers grévistes de la fonction publique étaient licenciés.

### Le contrôle des salaires et des prix
Sur le plan économique, il annonce le 28 juin 1968 le gel des salaires et des prix, ainsi que le contrôle des loyers, en faisant de nouveau usage — de façon juridiquement discutable — des medidas prontas de seguridad afin de freiner l'inflation . Ces mesures furent entérinées par une loi, instituant la Coprin (Comisión de Productividad, Precios e Ingresos), présidée à ses débuts par Ángel Servetti (es). Celle-ci fixait notamment les montants des salaires, les prix de la plupart des produits (de façon très détaillée et bureaucratique, allant jusqu'à réglementer la taille du verre de lait ou le prix des pantoufles de couleur noire entre la taille 36 et 40), et agissant comme intermédiaire lors des négociations entre syndicats et patrons. 
Paradoxales venant d'un gouvernement qui se prétend défenseur du libéralisme économique, ces mesures, qui sont un cas extrême de planification en Uruguay, sont défendues en particulier par Alejandro Végh Villegas, d'abord sous-secrétaire de l'Industrie puis directeur de l'Oficina de Planeamiento y Presupuesto (es) (OPP), puis par son successeur Ramón Díaz, ainsi que par Jorge Batlle, qui se convertissent après en d'ardents défenseurs du néolibéralisme.
Elles réussissent néanmoins à baisser l'inflation à un taux annuel de 20 %, expliquant la popularité du pachequismo chez la moitié de la population, très polarisée. Cet appareil est démantelé par son successeur, Bordaberry, au risque de refaire remonter l'inflation à 80-100 % , puis sous la dictature (1973-1985) .

### L'appui parlementaire et l'opposition
Pacheco, qui devait solliciter l'appui du Parlement, soit des deux chambres, pour proroger les mesures de sécurité, ce qui est fait à chaque fois, est appuyé par une large coalition parlementaire, formée d'abord de l'ensemble du Parti colorado (notamment de la liste 15 de Jorge Batlle), à l'exception de Vasconcellos (es), Zelmar Michelini et du ministre de la Culture de Pacheco qui démissionne rapidement en raison de désaccords (les secteurs politiques de la liste 315, de la liste 99 ou « Pour le gouvernement du peuple », et de l'Agrupación Pregón) . La majorité du Parti blanco, menée par Martín Errechegoyen, l'appuie aussi. L'opposition regroupe d'abord Rodríguez Camuso, Carlos Julio Pereyra (es), puis le blanco Wilson Ferreira Aldunate (es) et des petits partis, tels la liste 1001 (Parti communiste, PCU) et le Parti démocrate chrétien. Enfin, on peut citer, du côté de la tendance herreriste orthodoxe du Parti blanco, le député Héctor Gutiérrez Ruiz, qui finit par rejoindre le mouvement « Pour la patrie » de Wilson Ferreira. En avril 1969, le général Líber Seregni, représentant de la tendance libérale de l'armée face à la tendance autoritaire voire néofasciste du général Mario Óscar Aguerrondo, démissionne de l'armée, en protestation au pachequismo. Il devient par la suite le président du Front large (« Frente Amplio »), regroupant la gauche parlementaire, et son candidat à l'élection présidentielle de novembre 1971.

### De 1969 à 1970: la montée des militaires et les escadrons de la mort
Le 24 juin 1969, Pacheco fait interner 800 militants syndicaux dans les casernes, et militarise à nouveau plusieurs secteurs de la fonction publique le 26 juin 1969. La confédération syndicale CNT appelle en retour à une grève générale de 24 heures le 4 août 1969. Puis, en octobre 1969, c'est au tour de la guérilla des Tupamaros de s'illustrer par la prise de Pando, le jour anniversaire de la mort de Che Guevara. 
Pacheco exerce par ailleurs une large censure des médias, en particulier vis-à-vis du journal Época de l'écrivain Eduardo Galeano, de l'hebdomadaire socialiste El Sol ou encore de l'agence de presse officielle cubaine Prensa Latina. Le 12 février 1970, il met fin à l'autonomie de l'enseignement primaire et secondaire. Un nouvel étudiant, Leonardo Beledo, est tué le 8 mai 1970 par un policier, et le 8 juin 1970, une Commission du Sénat rend un rapport détaillant l'usage de la torture (en particulier de la gégène) par les policiers. Deux jours plus tard, Pacheco soumet les Tupamaros aux tribunaux militaires.
En 1971, il charge les forces armées de s'occuper de la lutte contre la « subversion » (décret no 566/971, contre-signé par le ministre de la Défense Federico García Capurro et de l'Intérieur Danilo Sena). Par ailleurs, les escadrons de la mort (JUP, CCT, etc.), liées au sous-secrétaire d'État de l'Intérieur, Armando Costa y Lara, sont à l'œuvre sous son gouvernement. En novembre 2009, un arrêt concernant l'assassinat de l'étudiant Héctor Castagnetto le 17 août 1971 établit que ces escadrons agissaient sous la responsabilité des gouvernements constitutionnels de l'époque, d'abord celui de Pacheco, puis celui de Bordaberry.

## Le plébiscite et les élections de 1971
La même année, l'Union nationale réélectionniste (es) est formée afin de promouvoir un plébiscite permettant la réforme de la Constitution afin d'autoriser au président Pacheco de voir son mandat renouvelé. Le plébiscite a lieu en même temps que les élections générales de novembre 1971, et est rejeté. Les « pachéquistes », comme on appelait les partisans du président, se mettent toutefois d'accord sur un candidat présidentiel, le ministre de l'Agriculture Juan María Bordaberry, au cas où le plébiscite serait rejeté. Bordaberry est élu président à ces élections, marquées par de nombreuses fraudes.

## Après la présidence
Sous la dictature militaire (1973-1985), Pacheco est nommé ambassadeur successivement en Espagne, en Suisse, puis aux États-Unis (par le dictateur Aparicio Méndez) . 
Il appuie la réforme constitutionnelle qui visait à légitimer la dictature, réforme qui est rejetée lors du plébiscite de 1980. Deux ans plus tard, lors des élections internes au sein du Parti colorado (es), sa tendance, l'Unión Colorada y Batllista (es), perd la première place devant les secteurs qui se sont opposés à la réforme constitutionnelle. 
Pacheco parvient toutefois à se présenter en tant que candidat présidentiel du Parti colorado aux élections de 1984, avec Carlos Pirán (es) comme colistier. Il est battu par son rival colorado, Julio María Sanguinetti, élu président, ce qui mettait fin à la dictature. Pacheco fut alors nommé ambassadeur au Paraguay. Il renouvelle sa candidature à la présidentielle aux élections de 1989, avec cette fois-ci Pablo Millor (es) comme colistier, obtenant davantage de voix qu'en 1984. Enfin, il se présente de nouveau aux élections de 1994, avec Eduardo Ache (es) comme colistier, mais sa candidature n'est plus qu'anecdotique. Il meurt le 29 juin 1998 à Montevideo d'une insuffisance respiratoire.